# Cairns–Mulgrave-Tramway
| Cairns–Mulgrave-Tramway |                                                             |                    |                    |
| Streckenlänge: | 50 km                                                       |                    |                    |
| Spurweite: | 1067 mm (Kapspur) Teilweise auch Drei- schienengleis 610 mm |                    |                    |
| Maximale Neigung: | 12 ‰                                                        |                    |                    |
| Minimaler Radius: | 200 m                                                       |                    |                    |
| |                                                             |                    |                    |
| \| \| 0 km (0,0 mi) \| Cairns \| Cairns \| \| \| 4,8 km (3,0 mi) \| Pryn’s \| Pryn’s \| \| \| 8,9 km (5,5 mi) \| Robson’s \| Robson’s \| \| \| 10,5 km (6,5 mi) \| Fretwell’s \| Fretwell’s \| \| \| 12,1 km (7,5 mi) \| Hambledon Junction \| Hambledon Junction \| \| \| 14,5 km (9,0 mi) \| Collinson’s \| Collinson’s \| \| \| 16,1 km (10,0 mi) \| Russell Road \| Russell Road \| \| \| 19,3 km (12,0 mi) \| Mackey’s \| Mackey’s \| \| \| 20,1 km (12,5 mi) \| Emery’s \| Emery’s \| \| \| 22,5 km (14,0 mi) \| Mulgrave \| Mulgrave \| \| \| 24,1 km (15,0 mi) \| Munro’s \| Munro’s \| \| \| 24,9 km (15,5 mi) \| Swan’s \| Swan’s \| \| \| 25,7 km (16,0 mi) \| Bowen’s \| Bowen’s \| \| \| 28,6 km (17,7 mi) \| Aloomba \| Aloomba \| \| \| 31,4 km (19,5 mi) \| Walker’s \| Walker’s \| \| \| 33,1 km (20,5 mi) \| Hobson’s \| Hobson’s \| \| \| 34,6 km (21,5 mi) \| Spencer’s \| Spencer’s \| \| \| 35,4 km (22,0 mi) \| Behan’s \| Behan’s \| \| \| 36,2 km (22,5 mi) \| Gorden’s \| Gorden’s \| \| \| 38,6 km (24,0 mi) \| Fishery Creek \| Fishery Creek \| \| \| 41,8 km (26,0 mi) \| Fig-Tree Creek \| Fig-Tree Creek \| \| \| 43,5 km (27,0 mi) \| Munro’s Creek \| Munro’s Creek \| \| \| 45,9 km (28,5 mi) \| Sorrensen’s \| Sorrensen’s \| \| \| 49,9 km (31,0 mi) \| Harvey Creek[1] \| Harvey Creek[1] \| |                                                             |                    |                    |
| Kopfbahnhof Streckenanfang (Strecke außer Betrieb) | 0 km (0,0 mi)                                               | Cairns             | Cairns             |
| Haltepunkt / Haltestelle (Strecke außer Betrieb) | 4,8 km (3,0 mi)                                             | Pryn’s             | Pryn’s             |
| Haltepunkt / Haltestelle (Strecke außer Betrieb) | 8,9 km (5,5 mi)                                             | Robson’s           | Robson’s           |
| Haltepunkt / Haltestelle (Strecke außer Betrieb) | 10,5 km (6,5 mi)                                            | Fretwell’s         | Fretwell’s         |
| Haltepunkt / Haltestelle (Strecke außer Betrieb) | 12,1 km (7,5 mi)                                            | Hambledon Junction | Hambledon Junction |
| Haltepunkt / Haltestelle (Strecke außer Betrieb) | 14,5 km (9,0 mi)                                            | Collinson’s        | Collinson’s        |
| Haltepunkt / Haltestelle (Strecke außer Betrieb) | 16,1 km (10,0 mi)                                           | Russell Road       | Russell Road       |
| Haltepunkt / Haltestelle (Strecke außer Betrieb) | 19,3 km (12,0 mi)                                           | Mackey’s           | Mackey’s           |
| Haltepunkt / Haltestelle (Strecke außer Betrieb) | 20,1 km (12,5 mi)                                           | Emery’s            | Emery’s            |
| Haltepunkt / Haltestelle (Strecke außer Betrieb) | 22,5 km (14,0 mi)                                           | Mulgrave           | Mulgrave           |
| Haltepunkt / Haltestelle (Strecke außer Betrieb) | 24,1 km (15,0 mi)                                           | Munro’s            | Munro’s            |
| Haltepunkt / Haltestelle (Strecke außer Betrieb) | 24,9 km (15,5 mi)                                           | Swan’s             | Swan’s             |
| Haltepunkt / Haltestelle (Strecke außer Betrieb) | 25,7 km (16,0 mi)                                           | Bowen’s            | Bowen’s            |
| Haltepunkt / Haltestelle (Strecke außer Betrieb) | 28,6 km (17,7 mi)                                           | Aloomba            | Aloomba            |
| Haltepunkt / Haltestelle (Strecke außer Betrieb) | 31,4 km (19,5 mi)                                           | Walker’s           | Walker’s           |
| Haltepunkt / Haltestelle (Strecke außer Betrieb) | 33,1 km (20,5 mi)                                           | Hobson’s           | Hobson’s           |
| Haltepunkt / Haltestelle (Strecke außer Betrieb) | 34,6 km (21,5 mi)                                           | Spencer’s          | Spencer’s          |
| Haltepunkt / Haltestelle (Strecke außer Betrieb) | 35,4 km (22,0 mi)                                           | Behan’s            | Behan’s            |
| Haltepunkt / Haltestelle (Strecke außer Betrieb) | 36,2 km (22,5 mi)                                           | Gorden’s           | Gorden’s           |
| Haltepunkt / Haltestelle (Strecke außer Betrieb) | 38,6 km (24,0 mi)                                           | Fishery Creek      | Fishery Creek      |
| Haltepunkt / Haltestelle (Strecke außer Betrieb) | 41,8 km (26,0 mi)                                           | Fig-Tree Creek     | Fig-Tree Creek     |
| Haltepunkt / Haltestelle (Strecke außer Betrieb) | 43,5 km (27,0 mi)                                           | Munro’s Creek      | Munro’s Creek      |
| Haltepunkt / Haltestelle (Strecke außer Betrieb) | 45,9 km (28,5 mi)                                           | Sorrensen’s        | Sorrensen’s        |
| Kopfbahnhof Streckenende (Strecke außer Betrieb) | 49,9 km (31,0 mi)                                           | Harvey Creek       | Harvey Creek       |

Die Cairns–Mulgrave-Tramway war eine private Kleinbahn von Cairns zum Mulgrave River in Australien.
Sie wurde bis 1897 für die Mulgrave Central Sugar Mill gebaut, die 1895 errichtet worden war. Die Bahn wurde vom 26. April 1897 bis 31. März 1903 vom Cairns Divisional Board und vom 31. März 1903 bis 13. Januar 1912 vom Cairns Shire Council betrieben. Vom 13. Januar 1912 bis 30. Juni 1912 übernahm das staatliche Railway Department den Betrieb.

## Geschichte

### Planung
Aufgrund der Bestimmungen des Sugar Works Guarantee Act von 1893 wurde im November 1893 die Mulgrave Central Mill Company Ltd. gegründet. Dabei kam die Idee auf, eine 22,5 km (14 Meilen) lange Kleinbahn mit einer Spurweite von 610 mm (2 Fuß) von Cairns bis zum Mulgrave River zu bauen. Die Firma zum Betrieb der Zuckerfabrik wurde am 20. April 1895 eingetragen. Im Mai 1895 inspizierte O. Phillips auf Antrag des Vorstands die vorgeschlagene Route und berichtete über den Vorschlag. Seiner Empfehlung, die normale Spurweite der Kolonie zu übernehmen, wurde zugestimmt, und es wurde beschlossen, seine Dienste als beratender Ingenieur für die Zwecke der Kleinbahn in Anspruch zu nehmen. Gegen Ende Mai 1895 wurde mit der Untersuchung begonnen, wobei, wo immer möglich, vorhandene Straßen genutzt wurden. Im Juli 1895 wurde die Vermessung bis zum Mulgrave mit Mindestradien von 200 m und einer maximalen Steigung von 12 ‰ abgeschlossen.

### Bau

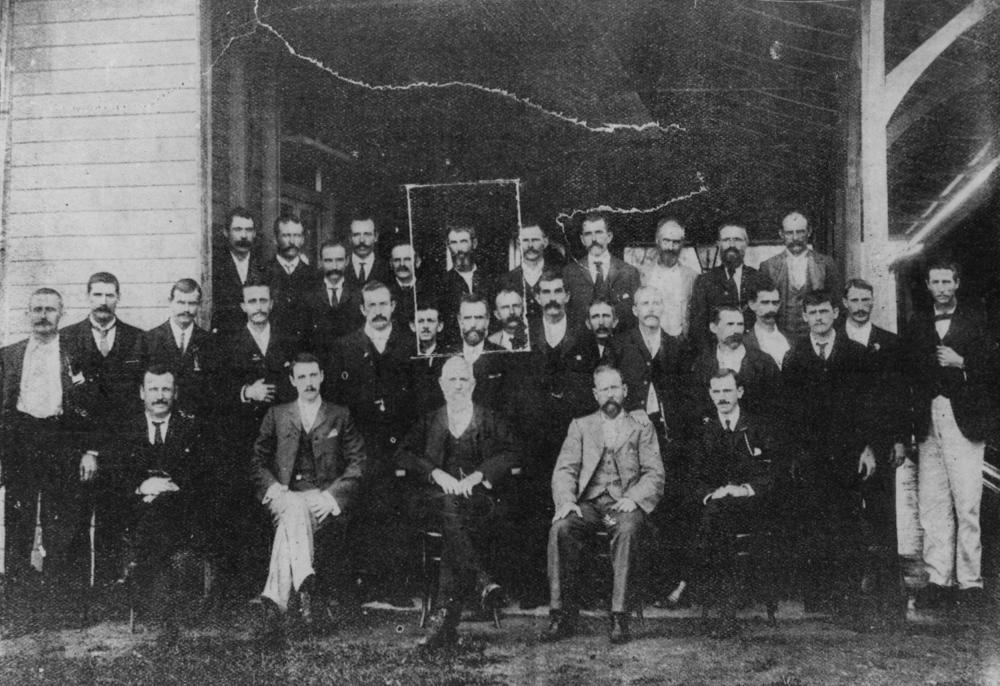
Mitarbeiter der Cairns–Mulgrave-Tramway, um 1905

Nachdem der Vorstand unter Beachtung der Vorschriften und Bestimmungen der lokalen Regierungsgesetze ein Darlehen von der Regierung erhalten hatte, wurden Ausschreibungen für den Bau der Linie zum Fluss Mulgrave veröffentlicht. Das Angebot der Herren Kirk Brothers und Frew (15.319 £ 13s.) wurde vom Vorstand akzeptiert, und die Arbeiten wurden Ende April 1897 zufriedenstellend abgeschlossen. Die Linie war völlig uneingezäunt, aber in anderer Hinsicht wurde die übliche Eisenbahnpraxis der Kolonie befolgt, mit der Ausnahme, dass die Trasse nur 3,65 m (12 Fuß) breit war und anstelle von Sand und Kies vor allem Erde für den Oberbau verwendet wurde sowie einige Brücken sehr niedrig waren.
Die Strecke, die durch schwieriges Gelände einschließlich dichten Dschungels führte, wurde vom Cairns Divisional Board, das später in Cairns Shire Council umbenannt wurde, für 15.319 £ gebaut. Die Linie verlief ursprünglich von Cairns nach Nelson, später umbenannt in Gordonvale. 1898 wurde die Strecke bis nach Aloomba verlängert, und 1910 wurde sie schließlich auf eine Länge von 50 Kilometern (31 Meilen) bis nach Babinda verlängert. Der Endpunkt in Cairns befand sich zwischen Spence Street und Bunda Street, angrenzend an den Bahnhof der staatlichen Eisenbahn, mit der die Tram über ein Verbindungsgleis verbunden war.

### Baukosten
Die durchschnittlichen Baukosten pro Meile betrugen bis zum 30. Juni 1898 einschließlich eines zwei Meilen langen Dreischienengleises 1827 £. Über das Dreischienengleis konnten die Schmalspurlokomotiven der Zuckerfabrik mit einer Spurweite von 910 mm (2 Fuß) Zuckerrohr und Brennholz ab dem Meilenstein bei 11¾ Meilen über die Kleinbahn bis zur Mühle befördern. Ein ähnliches Arrangement wurde für die etwa 2,4 km (1½ Meilen) lange Verlängerung der Strecke nach Aloomba getroffen.

### Eröffnung

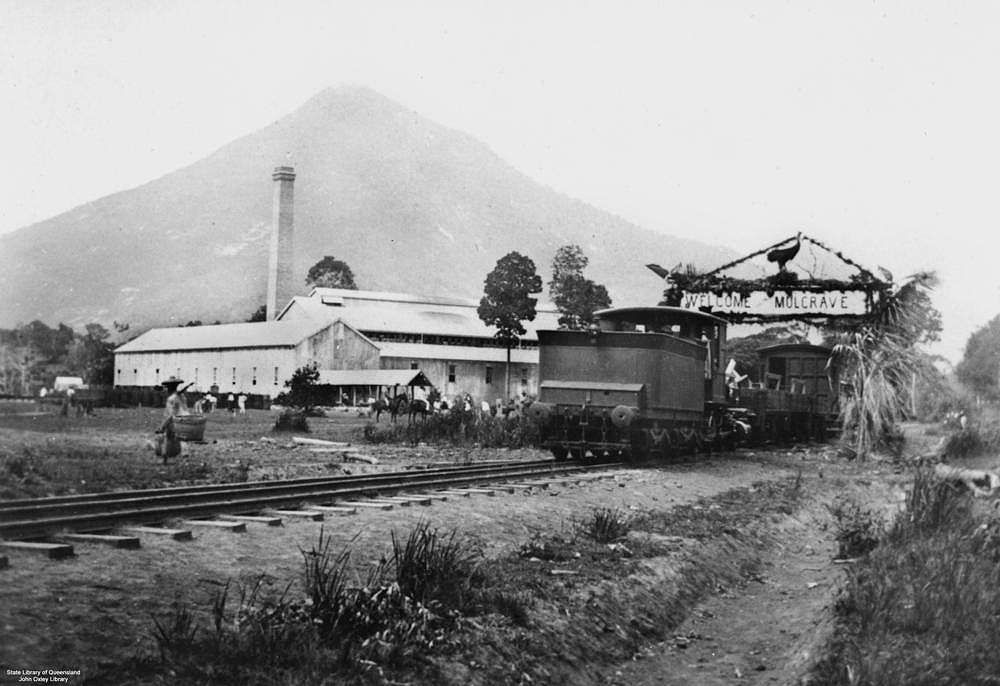
Eröffnung der Cairns–Mulgrave-Tramway am 3. Mai 1897 bei der the Mulgrave-Zuckerfabrik, Gordonvale

Am 3. Mai 1897 wurde die Strecke mit einem Ausflug von Cairns nach Nelson offiziell eröffnet. Ursprünglich hatte das Cairns Divisional Board nur eine kleine Lokomotive, die 1879 in Philadelphia, USA, gebaut worden war, aber eine zweite Lokomotive wurde 1898 beschafft. Anfangs wurden Reisezugwagen und Güterwagen von der Regierung gemietet, bis das Unternehmen eigene Wagen von Phoenix Engineering Co. und Shillito & Sons, beide mit Sitz in Ipswich, erwarb. Später wurden zehn F-Wagen und fünf H-Wagen und zwei hölzerne Wagen von der Toowoomba Foundry Company gekauft.
Die Cairns-Mulgrave Tramway war die erste öffentliche Kleinbahn Australiens. Die Strecke von Cairns nach Aloomba war anfangs 17 Meilen lang. Sie hatte mit 1067 mm (3 Fuß 6 Zoll) die gleiche Spurweite wie die Queensland Government Railways und benutzte das gleiche Schienenprofil. Somit waren alle Fahrzeuge austauschbar. Die ersten Lokomotiven und Wagen wurden von der Regierung gekauft. Außerdem wurden häufig Wagen der Regierung gemietet, da der Ansturm des Personenverkehrs die Ressourcen der Kleinbahn überforderte.

### Inbetriebnahme
Der erste Abschnitt mit einer Länge von etwas mehr als 21 km (13 Meilen) wurde am 3. Mai 1897 für den öffentlichen Verkehr freigegeben. Zu dieser Zeit gab es eine Dampflokomotive mit 11-Zoll-Zylindern, die bei den Baldwin Locomotive Works in Philadelphia, USA, gebaut worden war. Sie wurde von der staatlichen Eisenbahn in Cairns, der sie seit 1879 gehört hatte, für die Summe von 700 £ erworben. Außerdem gab es fünf gebrauchte Ballastwaggons, die in Gladstone von den Eisenbahn-Auftragnehmern James Overend & Co für die Summe von £ 125 verkauft wurden. Eine Kleinbahn mit Sitzplätzen für sechzig Reisende, die früher auf den Linien der Regierung benutzt worden war, wurde vom Eisenbahnamt in Brisbane für 100 Pfund gekauft. Mit Hilfe eines Begleitwagens und eines ausschließlich für einheimische Fahrgäste bestimmten Gepäck- und Personenwagens sowie mit anderen gemieteten Personen- und Güterwagen, konnte die Bahngesellschaft das Verkehrsaufkommen schnell steigern. Bis zum 30. Juni 1898 beliefen sich die Gesamtkosten für die Schienenfahrzeuge auf 2879 £ 8s. 8d., d. h. 206 £ 11s. pro Meile.

### Erste Verlängerung
In Folge der Unterteilung und landwirtschaftlichen Nutzung eines großen Gebietes mit sattem Buschland an der Südseite des Mulgrave-Flusses, und dem vorübergehend geplanten aber letztendlich nicht durchgeführten Bau der Aloomba Central Mill, beschloss die Kammer, die Kleinbahn um etwas mehr als 4,8 km (3 Meilen) über den Fluss bis zur Russell-Hauptstraße zu verlängern. Anschließend vereinbarten die Zuckerrohrbauern auf dem Aloomba Estate mit dem Vorstand der Bahngesellschaft, dass diese etwa 30.000 Tonnen Zuckerrohr von Aloomba zur Mühle der Colonial Refining Company in Hambledon bringen solle.
Im Juli 1897 schloss die Kammer einen Vertrag über den Bau von zwei niedrigen Holzbrücken mit einer Gesamtlänge von 660 Fuß, über die die Kleinbahn über den Mulgrave River geführt werden sollte. Die Brücken wurden vollständig aus Holz gebaut. Am 1. April 1898 wurde der Bau der Aloomba-Erweiterung mithilfe von Tagelöhnern vom südlichen Ufer des Flusses begonnen, und im August 1898 mit Ausnahme der Mulgrave-Brücke, vollständig für den Verkehr geöffnet.
Obwohl die Bettung der Strecke aus Erdboden bestand und auf der gesamten Länge nicht eingezäunt war, so dass der Oberbau von Rindern und Pferden zertrampelt werden konnte, gab es keine Schwierigkeiten, ihn so weit in Schuss zu halten, wie es für die maximal zulässige Geschwindigkeit erforderlich war. Bei der Instandhaltung der Eisenbahnstrecke wurden zunehmend Sand und Kies verwendet, aber die Gesamtmenge, die im ersten Jahr, außer für die noch im Bau befindliche 1375 m (1500 Yards) lange Neubaustrecke, ausgegeben wurde, war kleiner als 700 Kubikmeter. Obwohl die Regenzeit ziemlich stark war (1989 mm Niederschlag zwischen 1. Dezember 1897 und 30. April 1898), lief der Verkehr ohne Unterbrechung.
Im Bett des Mulgrave-Flusses lagen reichlich sauberer grober Sand und Kies, die als Oberbaumaterial geeignet waren. Deshalb wurde von der Verlängerung nach Aloomba ein Fördergleis ins Flussbett gelegt. Mit dem Material, das zu durchschnittlichen Kosten von 2s. 6d. pro Kubikyard entlang der Strecke ausgebracht wurde, gelang allmählich eine Verbesserung des Oberbaus.

### Wartung und Betrieb
Die Länge der Gesamtstrecke, die bis zum 30. Juni 1898 befahren wurde, betrug 24,184 km, einschließlich Abstellgleisen. Die Gesamtausgaben für die Wartung während des gesamten Zeitraums von einem Jahr und 159 Tagen betrugen 917 £ 8d., d. h. etwa 65 £ pro Meile. Die Kosten pro Zugmeile für den gesamten Zeitraum betrugen 9¼d.
Mit Ausnahme der Summe von 886 £ 16s., die für die Mulgrave-Brücke und deren Zufahrten aus einem von der Regierung zu diesem Zweck gewährten Betrag von 1500 £  ausgegeben wurde, bestand das gesamte Kapital aus Geld, das von der Regierung nach den Vorschriften des Gesetzes über lokale Baukredite von 1880 geliehen wurde. Einschließlich der oben erwähnten 886 £ 16s. belief sich das Gesamtkapital am 30. Juni 1898 auf 44 281 £. Die Einnahmen aus dem Betrieb der Kleinbahn von der Eröffnung des ersten Abschnitts am 3. Mai 1897 bis zum 30. Juni 1898, einem Zeitraum von einem Jahr und 59 Tagen, waren wie folgt:
- Reisende: £ 2504
- Güter und sonstiges: £ 2874
- Gesamt: £ 5878
- Abzüglich Arbeitskosten: £ 3424
- Nettoumsatz: £ 1953[3]

Der prozentuale Anteil der Arbeitskosten am Umsatz betrug 63,67 % und der Nettoerlös für das Kapital, das für die gesamte Periode auf die offene Strecke aufgewendet wurde, betrug 6,89 %. Nach Zahlungen von Zinsen an das Finanzministerium, zusätzlich zu den Arbeitskosten, betrug der Ertragssaldo am 30. Juni 1898 genau 696 £. Am 30. Juni 1899 betrug das Gesamtkapital 52.572 £ 14s. 4d. Die Ausgaben betrugen  50.220 £, wobei ein Kredit des Tramway Loan Fund einen Restbetrag in Höhe von 2352 £ erhalten hat, der zu diesem Zeitpunkt nicht vom Finanzministerium bezogen wurde. Die vom Verwaltungsrat bis zum 30. Juni 1899 tatsächlich gezahlten Zinsen beliefen sich auf 2969 £ und die Tilgung auf 892 £. Der Gesamtumsatz betrug 14.967 £ und der Nettoumsatz £ 5344.
Der prozentuale Anteil der Arbeitskosten an den Einnahmen für die zwölf Monate betrug 64,64 %, und für den gesamten Zeitraum, in dem die Kleinbahn arbeitete, 64,29 %; mit anderen Worten, alle 100 £, die mit der Kleinbahn vom Datum der Eröffnung am 5. Mai 1897 bis zum 30. Juni 1899 verdient wurden, kosteten 64 £ 5s. 10¾d. Der prozentuale Anteil des Nettoumsatzes an dem Kapital, das für den Zeitraum vom 30. Juni bis zum 30. Juni in die Bahn investiert wurde, betrug 6 £ 18s. 1½d, verglichen mit 5 £ 18s. 8d. für die letzten zwölf Monate. Nach Abzug von Arbeitskosten und Zahlungen an das Finanzministerium aufgrund von Zinsen und Tilgungen belief sich der Ertragssaldo für die am 30. Juni 1899 abgeschlossenen zwölf Monate auf 735 £.

### Verkehrsaufkommen im zweiten Geschäftsjahr
54.996 Reisende wurden in den zwölf Monaten vom 1. Juli 1898 bis zum 30. Juni 1899 befördert. Die Einnahmen aus dem  Personenverkehr beliefen sich auf 3013 £, eine Steigerung von 508 £ im Vergleich zu dem Zeitraum von einem Jahr und neunundfünfzig Tagen, der am 8. Juni 1898 endete. Der Durchschnittsfahrpreis für die 54.996 beförderten Reisenden betrug 13,16 d. Der Personen-Verkehr belief sich auf 31,4 % des Bruttoumsatzes, verglichen mit 46,6 % für den Zeitraum vor dem 30. Juni 1898.
Es gab Sitzgelegenheiten für 180 Reisende, aber es gab Zeiten, in denen dies nicht ausreichte. Daher wurden zwei Personenwagen von der Phoenix Engineering Company in Ipswich gebaut. Sie boten eine einfache, aber geeignete Transportlösung für jeweils etwa 20 Reisende der ersten Klasse und 35 der zweiten Klasse. Sie sollten im Dezember 1899 geliefert werden.

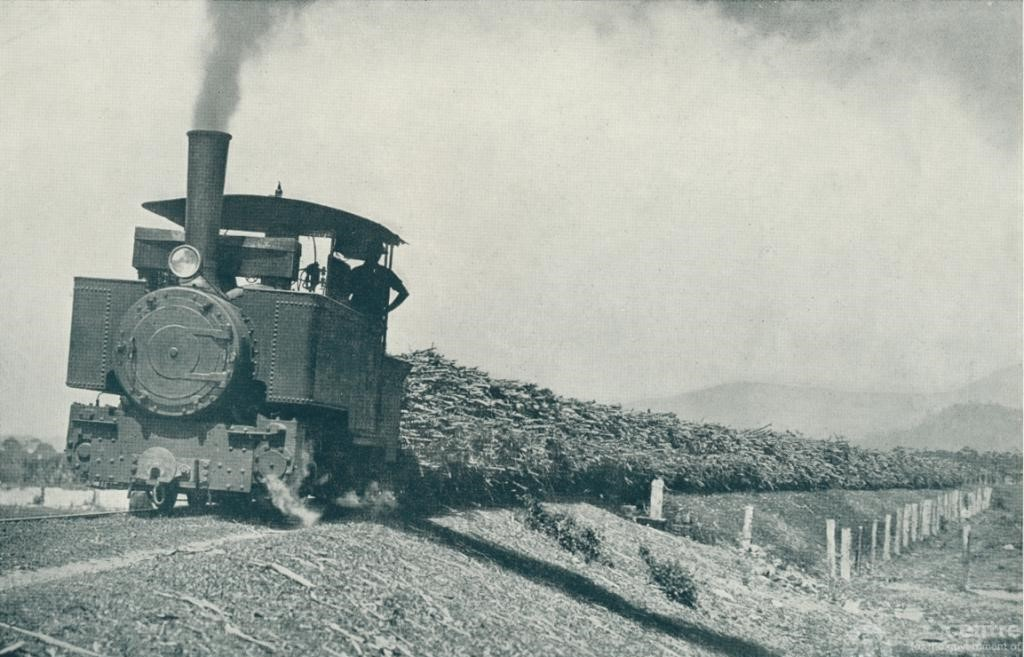
Zuckerrohrtransport auf dem Weg zur Zuckerfabrik in Babinda

Der Warenverkehr umfasste neben allgemeinen Waren vor allem Bananen und Obst, Zuckerrohr, Zucker aus den Zuckerfabriken Mulgrave und Hambledon, Rundholz, Brennholz, Boden für den Ausbau in der Stadt, Straßenbaustoffe, Erze aus den Bezirken Russell und Herberton und Schiffsballast. Die Mindestgebühr betrug 3s. 9d. pro Tonne für normale Waren und 2s. 6d. pro Tonne für landwirtschaftliche Erzeugnisse außer Rohzucker und Zuckerrohr; Letzteres wurde für 14 d. pro Tonne von Aloomba nach Hambledon (12 Meilen) transportiert. Die Mindestgebühr, die von der Eisenbahnbehörde für die Beförderung von Zuckerrohr in vollen Wagenladungen in einer Entfernung von fünfzehn Meilen und darunter erhoben wurde, betrug 20d. pro Tonne; 1898 betrug die Gebühr für die Kleinbahn 10d. pro Tonne für den Aloomba-Hambledon-Service, aber dies wurde durch tatsächliche Erfahrung als unrentabel erachtet, in Anbetracht der großen Kapitalausgaben, die aufgebracht worden waren, um den Aloomba-Farmern den Transport ihrer Ernte zu ermöglichen. Das Gesamtgewicht der während der zwölf Monate beförderten Güter betrug 71.688 Tonnen für 6353 £, was 66,25 % der Bruttoeinnahmen entsprach.
Über das Dreischienengleis mit einer Länge von 3.2375 Meilen wurden 9253 Tonnen Zuckerrohr und Brennholz mit Schmalspurwagen transportiert, zusätzlich zum normalen Verkehr mit breiterer Spurweite. Die tatsächliche Laufleistung, einschließlich Dreischienengleis, entsprach daher 23.5075 Meilen und die Kosten pro Meile 56 £ 5s. 11¾d.
Die Zugkilometer stiegen von 23.590 Meilen für den Zeitraum von einem Jahr und 59 Tagen bis zum 30. Juni 1898 auf 43.481 Meilen für die zwölf Monate bis zum 30. Juni 1898 an, ein Anstieg von 84,3 %, während sich die Ausgaben für Wartung um 44,3 % erhöhten.

### Schienenfahrzeuge

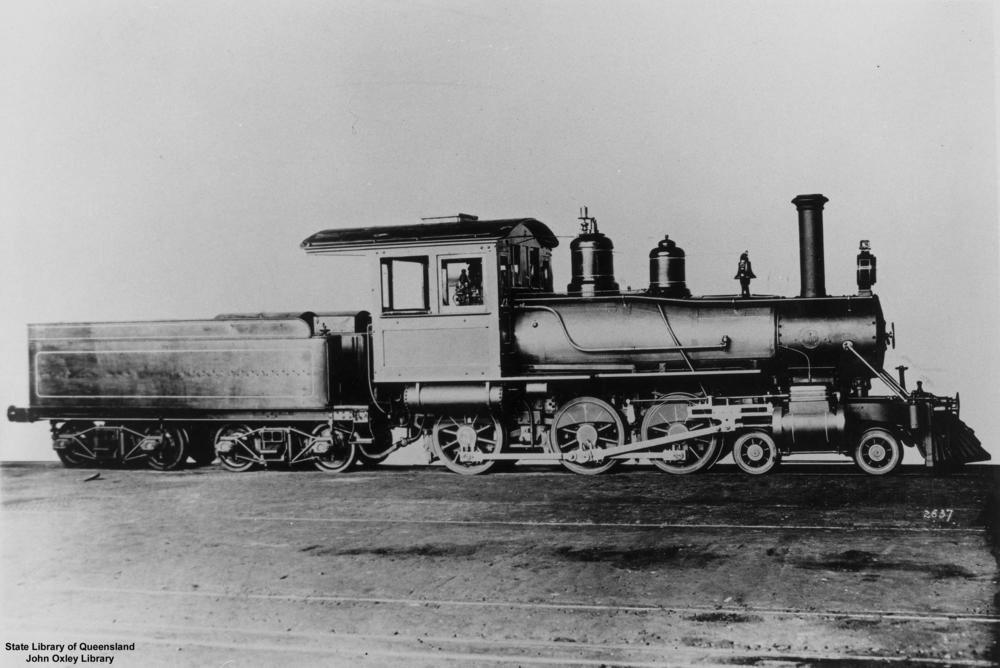
Baldwin-Dampflokomotive Nr. 5 der Klasse B13, 1892. Sie wurde 1911 von der Cairns–Mulgrave-Tramway erworben und bis 1924 eingesetzt.

Die Schienenfahrzeuge bestanden 1899 aus drei Lokomotiven, fünf Personenwagen, 69 Güterwaggons und zwei Bremswagen. Die Länge der Linie im Jahr 1898, einschließlich Gleisanschluss, aber ohne Dreischienengleis, betrug 20,22 Meilen.
Eine Dampflokomotive der Klasse 5 wurde im Februar 1908 von Burnham, Williams & Co mit der Werksnummer 32678 für die Cairns–Mulgrave-Tramway hergestellt.
Eine kleine Dampflokomotive der Baldwin-Klasse B11 wurde ursprünglich von der Great Northern Railway bestellt. Sie hatte eine bemerkenswerte Karriere mit zahlreichen Eigentümerwechseln. Sie wurde in Townsville zusammengebaut und dann an einen Bauunternehmer verkauft, bevor sie zum ersten Mal in Betrieb genommen wurde. Sie wurde später zurückgekauft, um dann wieder an denselben Auftragnehmer weiterverkauft zu werden. Wieder zurückgekauft, wurde sie dann an Cairns–Mulgrave Tramway verkauft, nur um wieder zurückgegeben zu werden, als deren Vermögenswerte unter dem North Coast Railway Act erworben wurden.

### Zweite Verlängerung
Im Dezember 1899 wurde ein Vorschlag für eine weitere Verlängerung der Kleinbahn von Aloomba in das Gebiet des Russell-River-District in der Cairns Division, für die der Hafen von Cairns die besten Transportmöglichkeiten bietet, unterbreitet. In Verbindung mit diesem Vorschlag gab es eine Regelung für die Errichtung einer zentralen Zuckerfabrik am Babinda Creek, die von der verlängerten Strecke bedient werden sollte. Die Entfernung von Aloomba zum Babinda Creek beträgt zwanzig Meilen. Die Regierung hatte im Rahmen des Zuckerwerks-Garantiegesetzes 65.000 £ für die Ausstattung der Zuckerfabrik veranschlagt. Das Verkehrsaufkommen wurde auf 10.000 Tonnen Zucker pro Saison von der Zuckerfabrik zum Hafen geschätzt, da fast das ganze Land entlang der Strecke Ackerland ist.
Es wurde geschätzt, dass dort bereits ungefähr 33.000 Morgen verfügbar waren. 24.700 Morgen davon wurden als erstklassig eingestuft, 4500 Morgen als zweitklassig. Seit der Vermessung wurden etwa 4000 Acres in Erwartung des Baus der Zuckerfabrik und der Eisenbahn aufgenommen, und es gab noch ein weiteres beträchtliches Gebiet, das noch nicht veräußert war und auf 20.000 Acres geschätzt wurde. Die Handelskammer von Cairns hat die Sache aufgegriffen und sie energisch zum Abschluss gebracht. Neben den Zuckerrohranbau gab es eine unbegrenzte Menge an wertvollem Holz, das zur Zeit wegen des Mangels oder der Beförderungsmittel wertlos war. Es wurde berücksichtigt, dass die Mulgrave Central Mill 130.000 £ unter den Bauern und Lohnarbeitern ausgezahlt hat, und die Regierung als Zinsen 4264 Pfund bezahlt hat. Die Bauern auf dem Aloomba Estate haben in den letzten zwei Saisonen 30.000 Pfund aus dem Anbau von Zuckerrohr verdient. Ein ähnliches und noch besseres Ergebnis wurde erwartet, wenn die Kleinbahn in Verbindung mit einer zentralen Zuckermühle auf den Russell-Distrikt ausgedehnt worden wäre.

### Brückenneubau

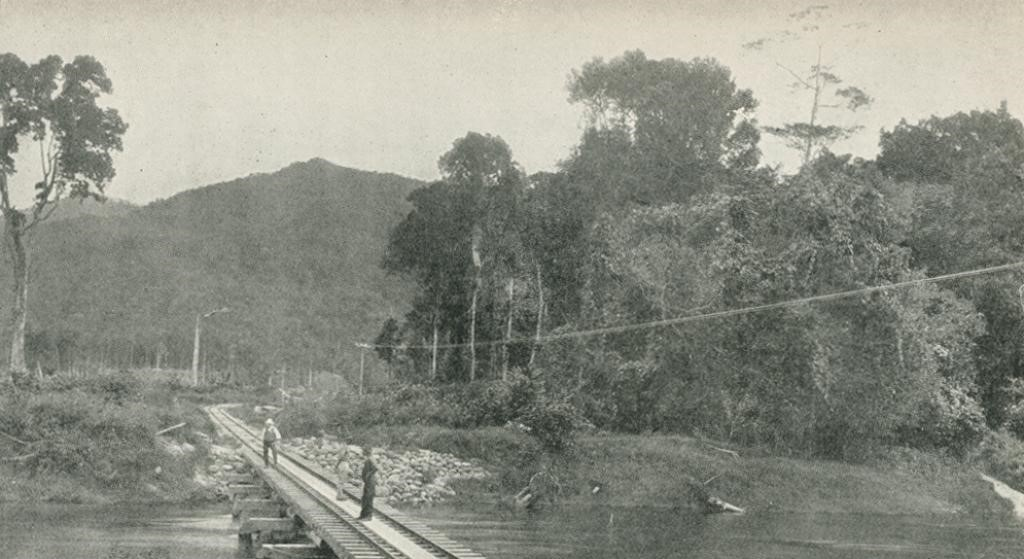
Eisenbahnbrücke über den Babinda Creek an der Cairns-Mulgrave-Tram, 1912. Der Berg im Hintergrund ist der Bellenden Ker

Der Cairns Shire Council unterhielt ein Boot am Mulgrave River, weil die niedrige Brücke regelmäßig überschwemmt wurde. Bei einer Gelegenheit fuhr eine Lokomotive durch das Hochwasser, als das Wasser bereits über die Brücke floss und bereits so hoch war, dass es fast das Feuer auslöschte. Im Januar 1907 betrug der Wasserstand bis zu 6,1 m über der Schienenoberkante. So wurde eine neue Brücke auf einer höheren Ebene über den Mulgrave River gebaut und Mitte 1935 fertiggestellt. Sie wurde mit 12 Tonnen Achslast als Teil des Programms zur Verstärkung der Linie gebaut. Die Fertigstellung ermöglichte die Verwendung von Loks der C16- und C17-Klasse, die zwischen Cairns und Babinda zuvor nur mit den Klassen PB15 und B15 sowie leichteren Lokomotiven betrieben worden war. Die Ausgaben für die Brücke und die Streckenverlegung in den Jahren 1934–35 beliefen sich auf 13.720 £. Obwohl die zweite Brücke höher als die erste Brücke war, war sie immer noch häufigen Überschwemmungen ausgesetzt. Diese gekrümmte Holzbrücke war eine der letzten großen Flussüberquerungen an der Nordküstenlinie und wurde später durch eine dritte noch höhere vorgespannte Betonstruktur ersetzt.

### Verstaatlichung

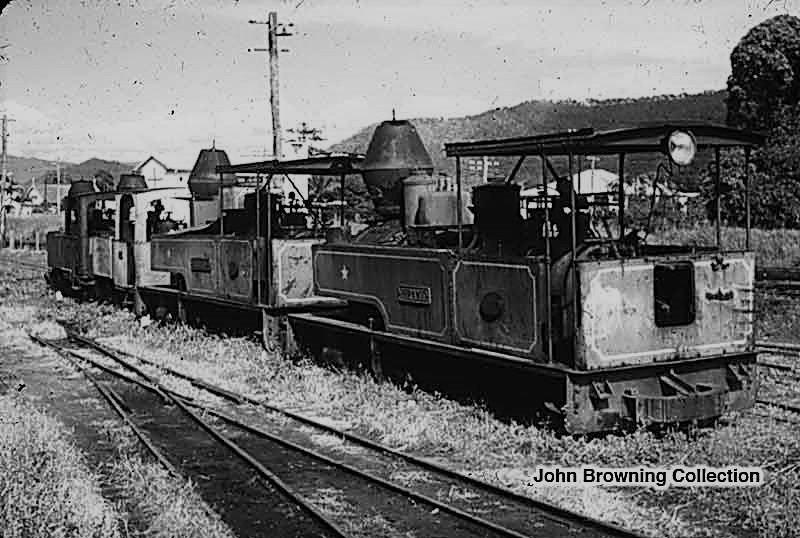
Nr. 6 & 5 Hudswell Clarke Werks-Nr. 1521–1522, 1924 0-6-0T; Nr. 8 & 9 0-4-2T Decauville Werks-Nr. 454 & 257-1896, aufgenommen 1958

Am 1. Juli 1911 kaufte die Regierung von Queensland die Strecke (einschließlich aller Bestände) vom Cairns Shire Council für 158.650 £ und integrierte sie in das staatliche Eisenbahnsystem. Die Strecke wurde zum nördlichsten Abschnitt der Sunshine Route.